# Maxim Gorkij

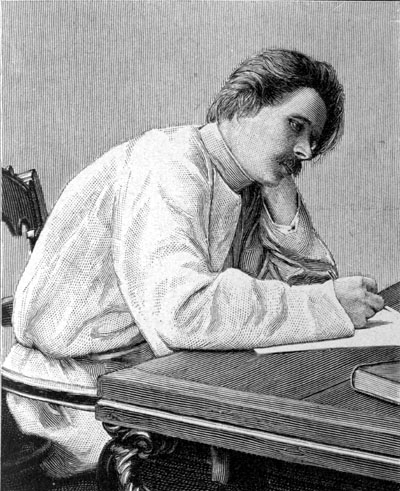
Maxim Gorkij

Maxim Gorkij (rusky Максим Горький, vlastním jménem Alexej Maximovič Peškov – Алексей Максимович Пешков; 28. března 1868, Nižnij Novgorod – 18. června 1936, Gorki-10, Moskevská oblast) byl ruský spisovatel, dramatik, básník a revolucionář. Bývá považován za průkopníka socialistického realismu.

## Životopis

### Dětství (do roku 1890)
Maxim Gorkij se narodil v Nižním Novgorodě v rodině truhláře Maxima Savatjeviča Peškova, který byl synem důstojníka a zemřel na choleru v Astrachani. Gorkého matka ho vinila ze zapříčinění otcovy smrti, proto byl vychováván u despotického děda Kaširina. V roce 1879 osiřel úplně.
Od té doby se musel živit samostatně, střídal různá zaměstnání – byl poslíčkem v obchodě, umývačem nádobí na volžském parníku, učedníkem v dílně malíře ikon, pracoval jako nakladač v přístavu, jako pekařský dělník apod. Od patnácti let (1883) se toulal po Rusku a vzdělával se jako samouk, v této době se aktivně zapojil do revolučního hnutí. Roku 1884, se neúspěšně pokoušel o přijetí na univerzitu v Kazani. Od podzimu 1885 do jara 1887 pracoval v Kazani v pekárně V. S. Semjonova.
V roce 1887 se v Kazani pokusil o sebevraždu, tento pokus o sebevraždu později popsal v autobiografické povídce Případ z Makarova života. Roku 1888 pracoval u kaspických rybářů a poté pracoval jako železniční hlídač.
V roce 1889 jel přes Tambov a Moskvu do svého rodiště k vojenskému odvodu, ale ze zdravotních důvodů byl vojenské služby trvale zproštěn. Poté byl zatčen pro styky s revolučními narodniky a po propuštění byl dán pod stálý policejní dozor, který skončil až roku 1902.

### Počátky literární kariéry (do roku 1905)
Na jaře roku 1891 se opět vydal na cestu po Rusku, procestoval celé jižní Rusko, donské stepi, Ukrajinu, Besarábii, Krym a přes Kavkaz došel do Tbilisi, kde se na necelý rok usadil. Zde pracoval v železničních dílnách a v září 1892 v tbiliském listě Kavkaz uveřejnil svou první povídku Makar Čudra. Koncem roku 1892 se vrátil do Nižního Novgorodu, od roku 1895 žil v Samaře, kde pod pseudonymem Jegudijil Chlamida přispíval do Samarské gazety, v jejíž redakci se seznámil s Jekatěrinou Volžinou, se kterou se o rok později (1896) oženil. Později žili v odloučení a Maxim Gorkij žil s herečkou Marijí Fjodorovnou Andrejevou.
V roce 1902 byl zvolen čestným akademikem, ale na příkaz cara Mikuláše II. byla tato volba prohlášena neplatnou. Na protest proti tomuto aktu se členství v akademii vzdal Anton Pavlovič Čechov a Vladimir Galaktionovič Korolenko. Po krvavé neděli 9. ledna 1905 Gorkij uveřejnil proklamaci, za niž byl uvězněn v Petropavlovské pevnosti a propuštěn byl až po protestech světové kulturní veřejnosti.

### První emigrace (1906–1913)
V roce 1904–1905 začal být výrazněji politicky aktivní a již v tomto roce se v Petrohradě poprvé setkal s V. I. Leninem. Tato jeho zvýšená politická aktivita vedla k tomu, že byl nucen roku 1906 opustit Rusko. Poté cestoval po Finsku, Švédsku, Dánsku, Německu a po Francii. V březnu odjel do USA, kde zůstal až do konce roku, poté odjel do Itálie, kde až do roku 1913 žil na ostrově Capri. Zajímavostí je, že ho zde nenavštěvovali jen umělci či socialisticky orientovaní politici (např. V. I. Lenin ho navštívil v dubnu 1908 a v červnu 1910 byl zde s ním i Anatolij Lunačarskij), ale i demokraté (např. v roce 1912 T. G. Masaryk).
Dopisoval si s profesorem Masarykem, který ho na Capri navštívil a s nímž se také později v době revoluce 1917 setkával v Petrohradě.
Na Capri byl Gorkij dále politicky i literárně aktivní a angažoval se ve významných akcích Ruské sociální demokracie, roku 1907 se zúčastnil V. sjezdu Sociálně demokratické strany Ruska v Londýně, roku 1911 a 1912 byl v Paříži.

### Rozchod s bolševiky (1913–1921)
V roce 1913 se Gorkij mohl vrátit do Ruska a prakticky ihned se zapojil do politického dění na straně bolševiků. Organizoval financování exilových revolucionářů pomocí příspěvků od domácích mecenášů. V roce 1917 se však, stejně jako větší část intelektuálního křídla strany, domníval, že pro revoluci není ještě ten správný čas, neboť Rusko na ní, podle něj nebylo připraveno. Po říjnové revoluci se rozkol mezi ním a bolševiky zvětšoval, což nakonec vedlo k publikování článků známých jako Nečasové úvahy. Gorkij vystupoval aktivně proti násilí tzv. válečného komunismu, teroru páchaném na opozičních politicích a proti bezuzdnému rabování. Toto znechucení nakonec v roce 1921 vedlo k jeho druhé emigraci.

### Druhá emigrace (1921–1928)

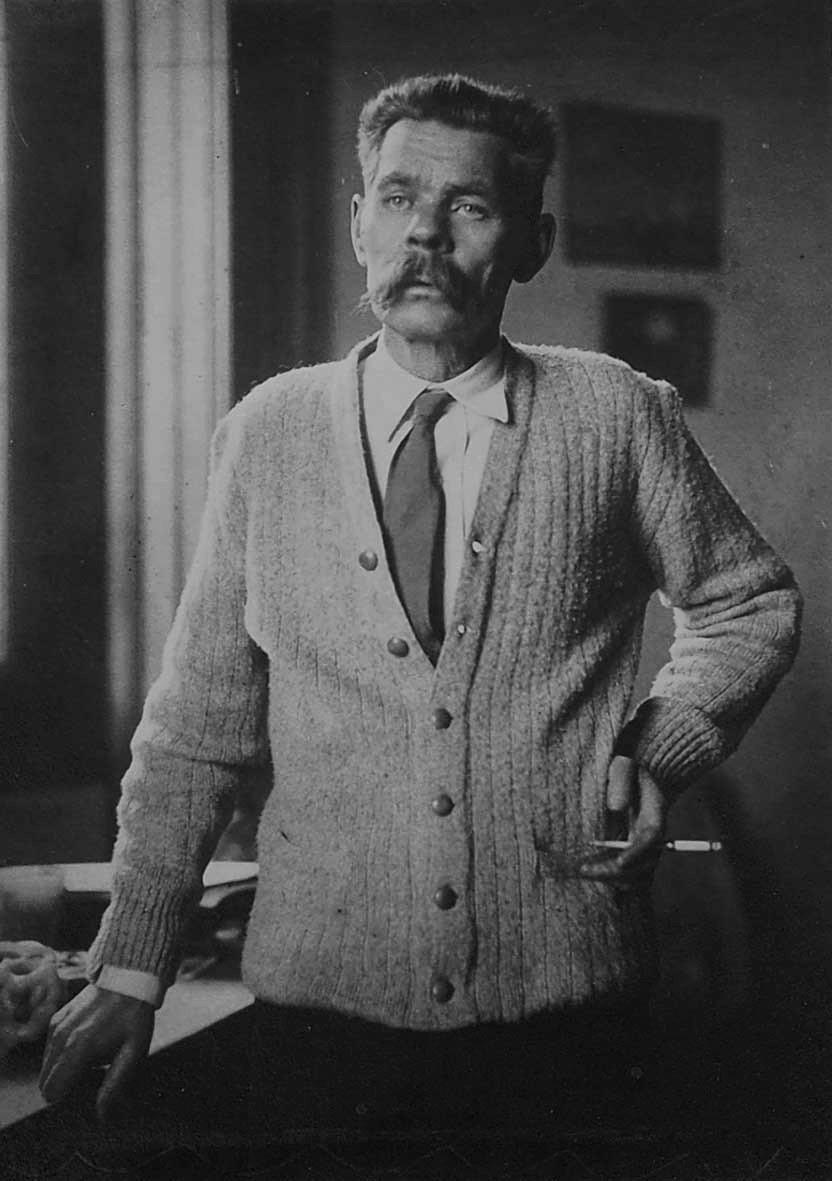
Gorkij v roce 1926

Roku 1921 M. Gorkij podruhé opustil Rusko, nejprve žil v Německu a poté v italském Sorrentu.
Zajímavostí je, že si na přelomu let 1923 a 1924 léčil tuberkulózu v Mariánských Lázních. Právě zde se dozvěděl o smrti V. I. Lenina a zde napsal první verzi statě O Leninovi, ve které cituje deník Prager Tagblatt. Roku 1928 se na jednu ze Stalinových výzev k emigrantům vrátil do SSSR.

### Návrat do SSSR (1928–1936)
Po návratu do SSSR byl Gorkij sovětskou propagandou mimořádně vyzdvihován, protože tento návrat byl chápán jako vítězství sovětské propagační války. M. Gorkij obdržel Leninův řád, v Moskvě mu byla přidělena významná secesní stavba – dům Rjabušinských, který na státní útraty naplnil vzácnými uměleckými díly. O jeho životě byla natočena trilogie, jeho jménem byla pojmenována Tverská ulice, jedna z nejvýznamnějších moskevských tříd, a jeho rodné město Nižnij Novgorod bylo roku 1932 přejmenováno na Gorkij (do roku 1990).
Během prvních dvou let po návratu do Ruska (1928–1929), navštívil Kursk, Charkov, Dněprostroj, Arménii, Krym, Baku, Murmansk, Volhu a Rostov na Donu. V těchto místech navštěvoval stavby první stalinské pětiletky. Nechvalnou roli režimního propagandisty sehrál literát při své návštěvě Soloveckého tábora zvláštního určení, o němž vydal v intencích režimu nadšené svědectví. Ve svém článku čtenáře přesvědčoval, že „tady dochází k procesu základní přeměny v psychice lidí anarchizovaných vlastní minulostí; sociálně nebezpeční se mění v sociálně užitečné, profesionální “rušitelé práva„ – v kvalifikované dělníky a uvědomělé revolucionáře.“ Lze se přitom domnívat, že Gorkému neušel pravý stav věcí.
V letech 1928–1932 trávil prázdniny v Sorrentu a po roce 1932 již Sovětský svaz neopustil. Ačkoli se tato skutečnost často zdůvodňuje údajným zákazem, nelze ani vyloučit, že Gorkij prostě již neměl zájem.
Přestože nebyl členem komunistické strany, přednesl na prvním všesvazovém sjezdu spisovatelů (1934) hlavní referát a byl zvolen předsedou spisovatelské organizace. V tomto období M. Gorkij spolupracoval s vládním režimem, přestože mu některé skutečnosti o tomto režimu musely být známy. To se snažil omlouvat ruskou mentalitou, historií atp., přesto lze říci, že pravdu a své postoje dobrovolně obětoval zájmům revoluce.

### Úmrtí
Maxim Gorkij zemřel 18. června 1936, po jeho smrti se objevily spekulace, že byl otráven. Tyto spekulace jednak vycházejí z tvrzení jeho ženy, která v roce 1963 prohlásila, že si je jista, že její muž byl otráven, v tomto období se také proslýchalo, že jed byl nalezen i při jeho pitvě. Žádná z těchto spekulací však není podložena jasnými důkazy, pravdou je, že jeho smrt byla režimem dobře využita.
Gorkij je pohřben u Kremelské zdi v Moskvě se všemi státními poctami. Po smrti se M. Gorkij stal součástí oficiální propagandy, kdy byl jeho život upraven podle tehdejších měřítek. Tím se jeho život dostal často do oblasti legend a ne vždy je lehké odlišit skutečnost od této mystifikace.

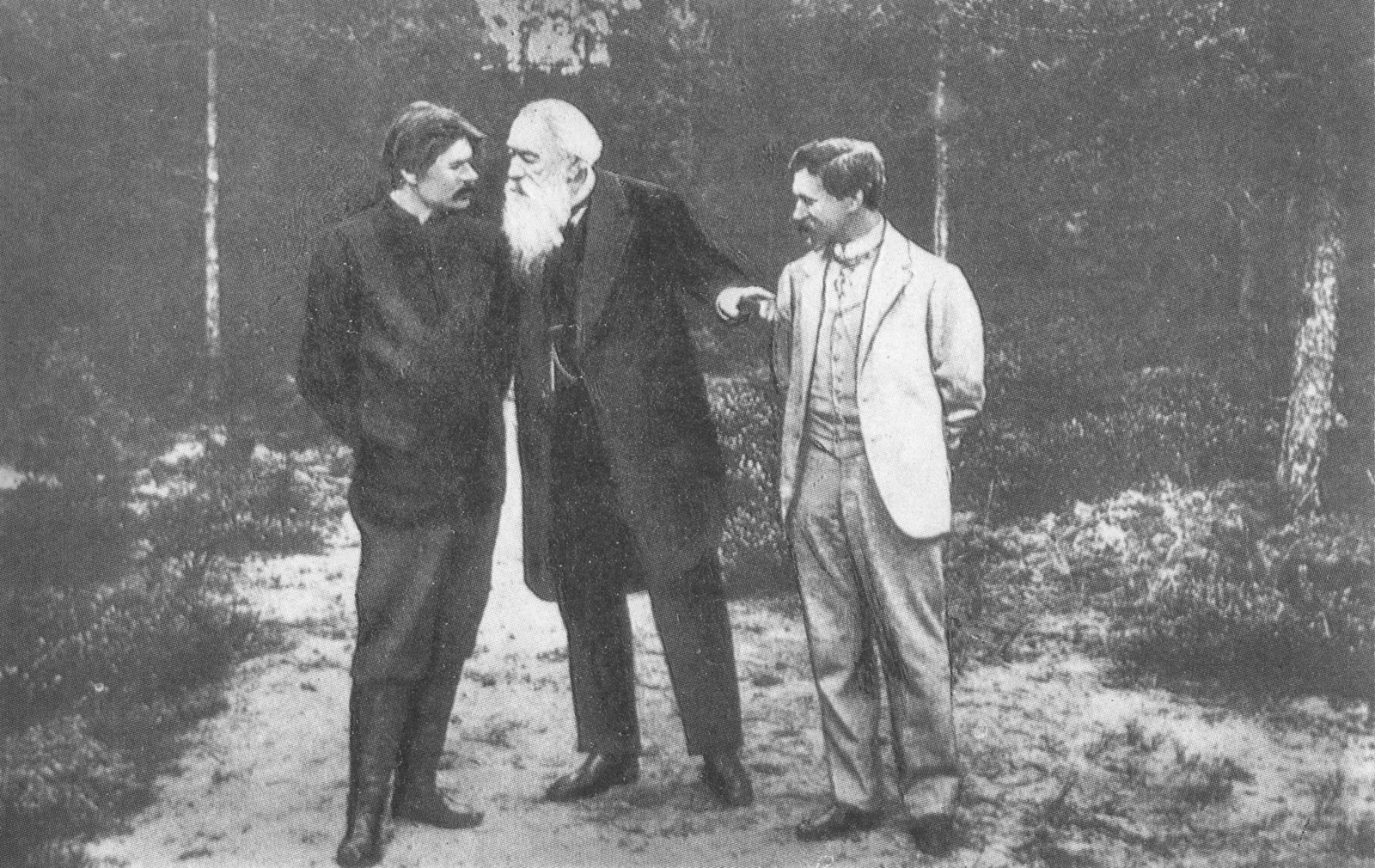
Zleva: Maxim Gorkij, V. V. Stasov a Ilja Repin (1900)

## Dílo

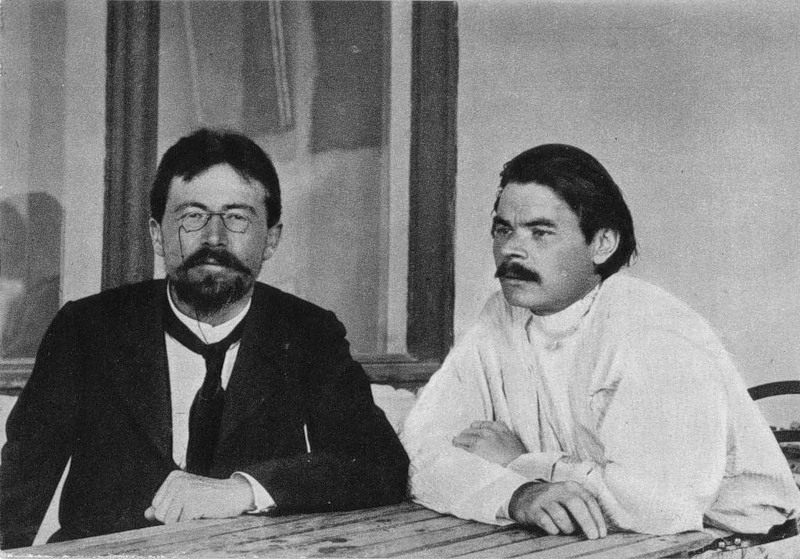
Zprava: Gorkij a Čechov (1900)

Gorkého dílo je poměrně rozsáhlé a prošlo dost složitým vývojem, jeho díla jsou však jakoby v opozici vůči dílům L. N. Tolstého či F. M. Dostojevského proti jejichž náboženským postojům postavil socialismus.
Gorkého dílo bylo často překládáno, což přispělo k propagaci socialismu na Západě. Hlavně před rokem 1917 byl Gorkij v západní Evropě poměrně populární. V rámci ruské literatury lze považovat Gorkého za nejdrsnějšího a nejpřímějšího spisovatele, to se týká především oblastí erotiky a násilí. V jeho dílech je patrná schopnost psát jasně a nekomplikovaně.
Gorkij zavedl do ruské literatury nové typy postav, které částečně korespondují s Zolovým naturalismem, ale Gorkij jim dává jinou roli. Jedná se o postavy bezdomovců, prostitutek, alkoholiků, tuláků, kriminálníků, žebráků a jiných vyvrženců ze společnosti. Většina těchto postav je vnitřně rozpolcena, nevyrovnaná a nenalézají smysl života, přestože si uchovávají víru v lepší svět. Zároveň lze jeho dílo chápat jako nejen jejich obhajobu, ale i obhajobu práva silnějšího. Typickou vlastností jeho hrdinů pak je touha po volnosti, alkoholismus a sexuální promiskuita. Tyto hrdiny pak spojuje zloba na život a celý svět.
První Gorkého díla jsou povídky ovlivněné filosofií Friedricha Nietzscheho, kde své ztroskotance ztotožňuje s jeho nadčlověkem. Jejich cynismus vydává za pohrdání předsudky, jejich neschopnost usadit se a přinutit se k práci za touhu po úplném osvobození. Gorkij tak staví jejich individualismus proti lhostejnosti masy a oslavuje člověka jako jedince na úkor anonymní masy. Tím se řadí k prvním dekadentům. Poté psal novoromantické legendy (např. Makar Čudra, Čelkaš, Malva, Stařena Izergil), kde je vliv F. Nietzscheho potlačen. Nakonec přešel k sociálním analýzám (např. Zpověď, Foma Gordějev, Tři), které přerostly do socialistického realismu (Matka, Léto, Nepřátelé).
Ze všech děl je patrný jeho nepřátelský vztah k carskému Rusku. Dále pak snaha ukazovat, že lidský život má nějaký vyšší cíl (zpravidla revoluci), jinak je bezcenný, jednou z nosných myšlenek se tak stává nikoli štěstí jednotlivce, ale obětování se pro štěstí mas, jejichž štěstí ovšem, dle Gorkého, spočívá v poznání jeho pojetí individualismu. Velmi často se v jeho díle objevuje motiv týrané či alespoň ponížené ženy, alkoholismu a násilí vůbec. Tyto problémy pak chápe jako součást ruské mentality.

### Legendy
- 1895 – Píseň o sokolu
- 1901 – Zpěv o ptáku Bouřliváku, alegorická óda na svobodu, kde očekává a vítá revoluci. Právě táto báseň proslavila Gorkého jako bouřliváka revoluce. Toto dílo bylo recitováno na schůzích, tajných shromážděních a ve vězeních.

### Sociální analýzy

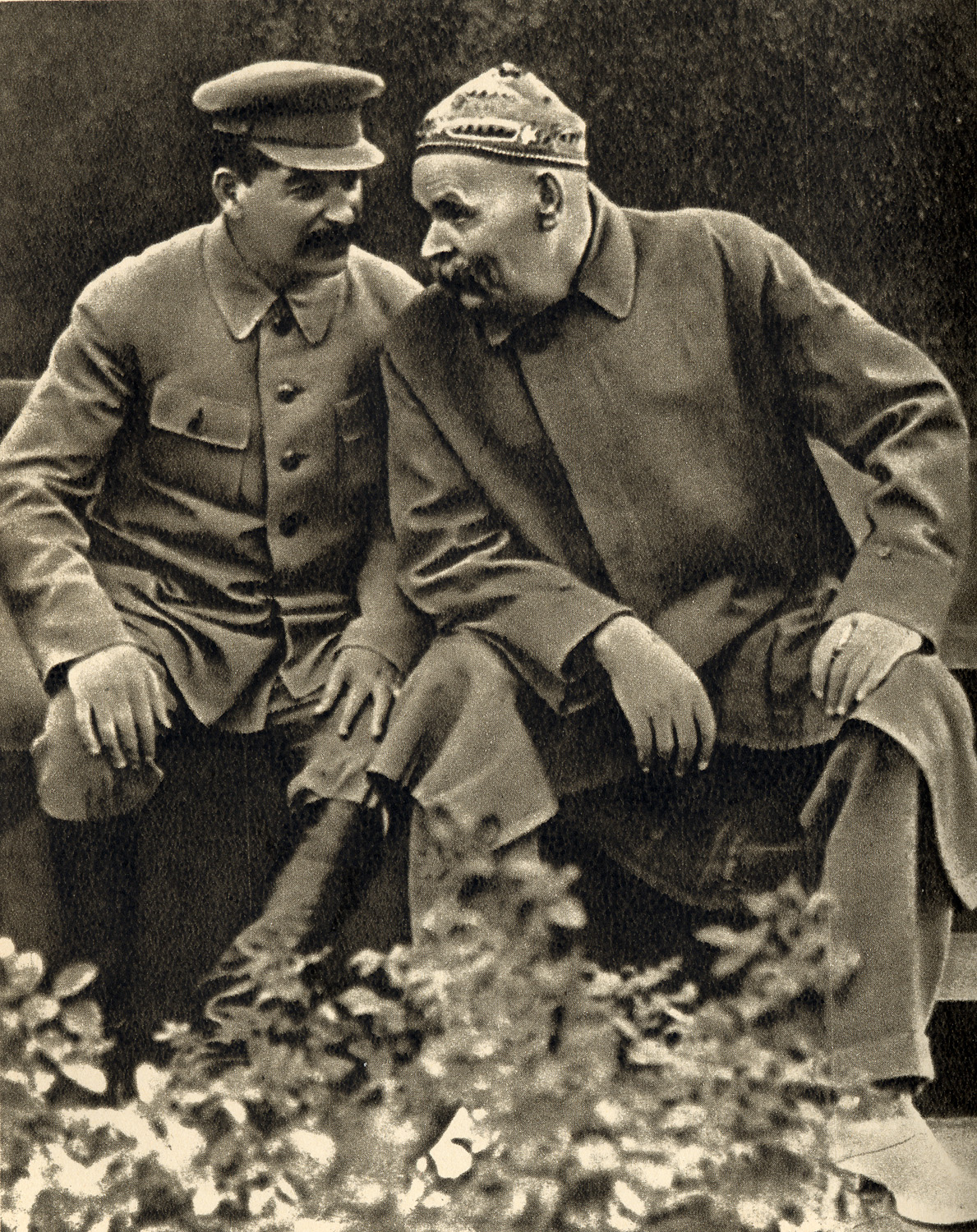
Gorkij se Stalinem (1931)

- 1899 – Foma Gordějev je sociálně-psychologický román o hledání smyslu života a o bezradnosti a nemožnosti ho najít. Foma je syn bohatého kupce, který cítí, že otcův podnik z něho udělá svého otroka. Foma vyjadřuje myšlenku, že zde není proto, aby se dřel, hromadil jmění a zemřel. V jeho okolí jsou tyto názory tak neobvyklé, že je prohlášen za šíleného a zavřen do blázince. Jeho jmění tak získá jeho vychytralý kmotr Majakin. Ve Fomovi Gorkij navázal na klasiku ruské literatury a poprvé zobrazil novodobého zbytečného člověka z podnikatelských kruhů.
- 1906 – Matka je sociálně politický román, jehož děj se odehrává v dělnické kolonii. Hlavními hrdiny je rodina Vlasovova, která žije ve velmi nuzných poměrech a která reprezentuje i základní typy Gorkého tvorby. Otec Michail je opilec a hrubián, jeho laskavá a zakřiknutá, hluboce věřící manželka Pelageja Nilovna a jejich syn Pavel. Brzy po otcově smrti se Pavel stává členem ilegální stranické buňky a matka je postupně také přesvědčena a přechází na jejich stranu. Kniha končí porážkou a rozbitím revoluční organizace a zatčením a odsouzením jejich příslušníků. Román popisuje všechny charakteristické prvky revoluční činnosti: přechod od boje za hospodářské požadavky k boji politickému, organizování dělnických kroužků, rozšiřování letáků a provolání, střetnutí s policii, žalářování, revoluční propagandu na vesnici, májovou demonstraci, vystoupení revolucionářů před soudem – kde v řeči Pavla Vlasova je uměleckou formou vyjádřen celý program ruských bolševiků. Román se stal (a patrně tak byl i míněn) učebnicí revoluce. Již 3. srpna 1907 proto podal petrohradský tiskový komitét na Gorkého trestní oznámení pro rozšiřování díla, které nabádá k těžkým zločinům, vzbuzuje v pracujících nenávist k majetným třídám obyvatelstva, podněcuje ke vzpouře a k buřičským činům, a rouhání.
- 1908 – Život zbytečného člověka, kniha na příběhu Jevseje Klimkova ukazuje činnost tajných agentů carské ochranky. Její členové jsou líčeni jako velice amorální lidé, jejichž jediným cílem je se opít a spát s lehkými ženami.
- 1910 – Městečko Okurov je román analyzující prostředí maloměsta v období kolem ruské revoluce 1905. Okurov Gorkij popisuje jako špinavé maloměsto, hrdinové tohoto románu žijí každý ve svém světě, bez možnosti pochopit své okolí. Všichni hrdinové však podvědomě touží uniknout ze svého vězení.
- 1911 – Život Matveje Kožemjakina, tato kniha se zabývá otázkou dobra a zla. Člověk je poslán Bohem ke konání dobra, ale Gorkij si klade otázku, zda jsou naše činy dobré. Hlavní postava knihy – Kožemjakin žije v městě Okurov, kde prochází krizí, kterou překonává díky psaní deníku. Závěr knihy je, že lidé žijí stále stejně a jejich činy se nelepší ani nehorší.
- 1925 – Podnik Artamonových je generační román jehož děj začíná roku 1863, tj. dva roky po zrušení nevolnictví a končí v roce 1917. Děj zobrazuje tři generace továrnické rodiny Artamonovových. Bývalý mužik Ilja Artamonov přijde do Dremova a založí továrnu, která je úspěšná a po něm ji převezmou jeho synové, kterým je při bolševické revoluci zkolektivizována.
- 1925–1936 – Život Klima Samgina je nedokončená tetralogie, kterou se Gorkij chtěl vyrovnat Dostojevského Bratrům Karamazovovým. Tato románová epopej bývá považována za Gorkého vrcholné dílo, které bylo pro svou komplikovanost dlouho přehlíženo. Na osudu hlavního hrdiny Klima Samgina jsou líčeny osudy ruského intelektuála od 70. let 19. století do roku 1917. Dílo chce obsáhnout kulturu a etiku tohoto období, kdy se ruské intelektuální prostředí radikalizovalo a pokoušelo najít novou morálku. Hlavní hrdina zde vystupuje jako nepřítel socialismu i V. I. Lenina, což byl jeden z důvodů proč na dílo nebylo za socialismu příliš popularizováno a to i přestože jeho vyznění je pro socialistické.

### Autobiografie
- 1913 – Dětství je první díl autobiografické trilogie a je jedním z jeho nejsilnějších děl. Gorkij zde ukazuje drsné prostředí, v němž prožil dětství. Přičemž mužští členové jeho rodiny jsou dle těchto pamětí pouze krutí, zlí a lakomí opilci, kteří terorizují nejen rodinu, ale i své zaměstnance. Jedinou postavu, kterou vnímá lépe je babička Akulina Ivanovna, ačkoli i ona je alkoholička.
- 1916 – Do světa, v tomto díle popisuje svůj život v letech 1878–1884, tj. od svých deseti do šestnácti let, kdy byl učedníkem v obuvnickém krámě, pracoval u příbuzného Sergejeva. Dále zde popisuje svoji službu na parníku, kde byl umývač nádobí. Zároveň se zde projevuje jeho nechuť k maloměšťáctví, kritika života, který popisuje jako jídlo, pití, nemoci, snění, hádky a rvačky. Gorkij si již v patnácti letech připadal starý a vyhýbal se lidem. Toužil po životě v osamocení, jenom s knihami, daleko od lidí.
- 1923 – Moje university, titul je míněn ironicky, protože se jím nemyslí univerzitní život, ale život tuláků – bosáků.

#### Autobiografické povídky
- Pekař Semjonov
- Konovalov
- Hlídačem
- O první lásce
- O škodlivosti filosofie
- Korolenkova doba
- Příběh z Makarova života

### Dramata
- 1901 – Měšťáci

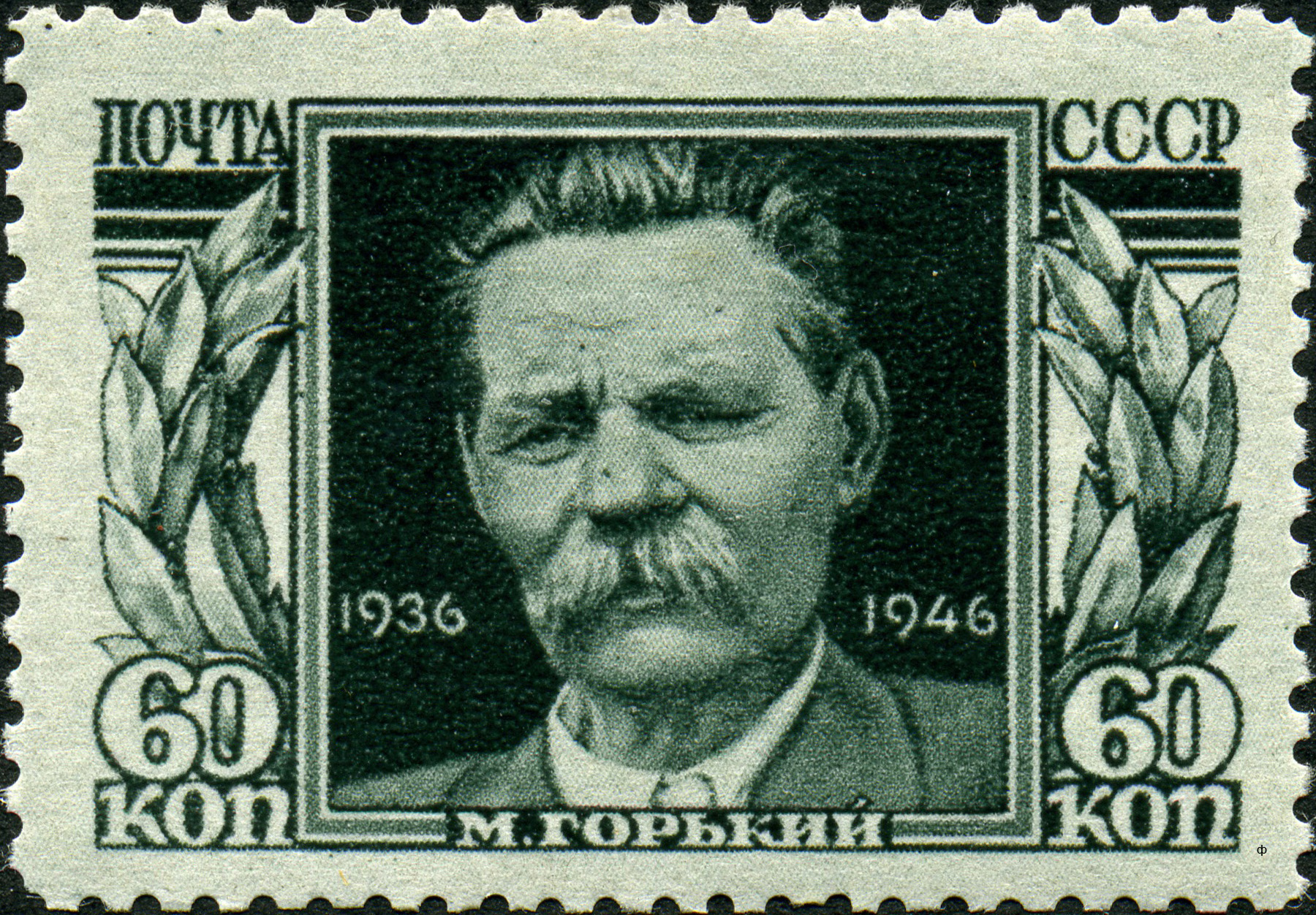
Gorkij na poštovní známce

- 1902 – Na dně, sociálně filosofické, realistické drama. Tato čtyřaktová hra se s výjimkou třetího jednání odehrává ve sklepní noclehárně, jejíž majitel, Kostylov, poskytuje za poplatek přístřeší těm, kdo se ocitli na dně. Žijí zde lidé, kteří svůj život tráví hraním v karty a alkoholem. Do této společnosti přichází poutník Luka, jehož filantropie a filozofie utěšujícího klamu a nadějí vyprovokuje ostatní k přemýšlení o smyslu lidského bytí. Každá z postav v sobě objevuje touhu po lepším životě. Všichni se pokusí o její realizaci a všichni jsou neúspěšní, poté Luka opouští noclehárnu. Gorkij zde posuzuje pravdu z pragmatického hlediska a Luka je zde nositelem tohoto jeho pohledu na pravdu. Podle Gorkého jsou pravdy, které jsou prospěšné a ty které prospěšné nejsou. Je zde patrné, že Gorkij zastává názor, že je skupina lidí, která nese pravdu a ta smí té druhé v jejich zájmu lhát. Premiéra v Moskevském uměleckém divadle (MCHAT) na konci roku 1902 byla jedním z největších úspěchů divadla. Brzy po ruské premiéře byla uvedena na mnoha světových scénách a všude byla přijímána s mimořádnou pozorností. Dodnes patří k nejhranějším dílům ruské dramatiky.
- 1906 – Nepřátelé
- 1931 – Jegor Bulyčov a ti druzí
- 1935 – Vassa Železnovová

### Ostatní díla
- 1908 – Zpověď, v tomto díle shrnul Gorkij své dosavadní myšlenky a názory. Souhrn je takový, že nevyvozuje nic nového, často spíše doslovně opakuje to, co řekl. Dílo je silně protinábožensky zaměřeno, Gorkij zde opakuje názor, že Bůh je jen snem duše. Hlavní postava díla – Matvej, se nejprve ožení, ale jeho žena brzy zemře. Po její smrti se vydá hledat Boha a po celém Rusku sbírá názory co je Bůh, při této cestě se dostane i do kláštera, který je zobrazen jako semeniště hříchů. Matvej se celou knihu snaží bojovat proti tomu co považuje za zlo, aby nakonec pochopil, že k tomu potřebuje nebýt sám, ale být součástí nějaké jiné společnosti.
- 1919 – Nečasové úvahy, novinové články publikované v listě Novaja žizň, ve kterých polemizoval s politikou bolševiků a odmítl revoluční násilí.
- 1922 – O ruském rolnictvu, v tomto politickém díle vyslovil obavu o vývoj Ruska pod bolševickou doktrínou, dále se zde vrací k protináboženským tezím a vyslovuje názor, že mužici jsou mnohem méně nábožensky založení než se obecně soudilo. Gorkij odsoudil revoluční násilí, ale zároveň ho omlouval a vysvětloval ruskou mentalitou, přičemž tvrdil, že se násilí dopouštěly obě strany ve stejné míře.
- 1924 – V. I. Lenin
- Bosáci
- Bývalí lidé
- Tři
- V Americe
- Žaloby
- Po Rusi
- Poznámky z deníku
- Vzpomínky
- O neobyčejných věcech
- Stati o literatuře
- Stati a projevy
- Po Svazu sovětů
- Zapomenuté povídky

### České překlady
- Foma Gordějev (1901)[5], (1902)[6], (1929)[7]
- Povídky (1901)[8]
- Čtyři povídky (1902)[9]
- Kresby a povídky (1902)[10]
- Měšťáci (1902)[11]
- Tulák (1905)[12]
- Ztracení lidé (1905)[13]
- Žalář. Malva (1906)[14]
- Jednou v jeseni... (1911)[15]
- Vzpomínky na A. P. Čechova (1915)[16]
- Městečko Okurov (1917)[17]
- Dětství (1918)[18]
- Na dně (1918)[19]
- Mistr a jiné povídky (1919)[20]
- Matka (1925)[21], (1945)[22]
- Život zbytečného člověka (1925)[23]
- Podnik Artamonových (1928)[24]
- Lidé a osudy (1928)[25]
- Bosáci (1929)[26]
- Písně o moři (1945)
- Šašek ulice (1946)[27]
- Jednou na podzim (1971)
- Drsné lásky (1976)
- O neobyčejných věcech (1971)
- Hořké povídky
- Tulák a svět (1968)
- Sebrané spisy 1–30, v Československu vyšlo během let 1948–1964 (SNKL Praha), v rámci tohoto díla vyšly i dva díly výboru jeho korespondence. Sebrané spisy patří k nejkompletnějším vydáním jeho díla mimo SSSR a obsahuje následující díla:
  1. Bosáci
  2. Bývalí lidé
  3. Foma Gordějev
  4. Tři
  5. V Americe
  6. Matka
  7. Zpověď – Život zbytečného člověka
  8. Městečko Okurov – Léto
  9. Život Matveje Kožemjakina
  10. Žaloby
  11. Po Rusi
  12. Zkazky o Itálii – Ruské zkazky
  13. Dětství
  14. Do světa
  15. Moje univerzity
  16. Poznámky z deníku
  17. Vzpomínky
  18. O neobyčejných věcech
  19. Podnik Artamonových
  20. Život Klima Samgina I.
  21. Život Klima Samgina II.
  22. Život Klima Samgina III.
  23. Život Klima Samgina IV.
  24. Divadelní hry I.–II.
  25. Stati o literatuře
  26. Stati a projevy
  27. Po Svazu sovětů
  28. Korespondence I.
  29. Korespondence II.
  30. Zapomenuté povídky